# Pelle Engman
Pelle Engman, född 2 oktober 1948 i Sundsvall, är en svensk konstnär. Sedan han etablerade sig 1973 har han varit verksam som grafiker, fotograf och målare, med tyngdpunkten på svartvita träsnitt under de första 25 åren.
Han gjorde sig känd genom sina jordnära bilder med mycket starka perspektiv. Träsnittet Vattengång har på olika vis uppmärksammats och reproducerats. Författarinnan Sara Lidman har bland annat skrivit en text om detta träsnitt.
Men sedan 1997 har färgen tagit överhand i form av pastell, gouache, akryl och mosaik. Med en surrealistisk bildvärld som kan upplevas som en sagolik symbios mellan människor och djur. Poeten Eva Runefelt har i en text rubricerat dem som ”de vakna drömmarnas ansikten”.
Pelle Engman har sedan 1978 bott i byn Långlet utanför Mora. Under de senaste tio åren har han i stort sett producerat alla sina bilder i Sydfrankrike i bland annat byn Haut De Cagnes. Sitt franska liv etablerade han i början av 1970-talet i byn Collias där han hamnade efter sina studieår i Stockholm och några år arbetade på fälten med bönderna.
Han har ställt ut sina verk på museer, gallerier och konsthallar i stort sett hela Sverige. Utomlands har han visat sin konst i USA, Tyskland, Mexiko, Frankrike och Ryssland.
I USA gjorde han ett flertal resor med sin gode vän trollmålaren och botanikern Rolf Lidberg.
Förutom besök i Kansas svenskbygder upplevde de tillsammans ett stort antal Nationalparker i Arizona, Colorado, Kalifornien, Montana, Wyoming med flera.
Pelle Engman har varit medlem i Grafiska sällskapet, har k-aktier i Grafikens hus och är medlem i Yxlon 84. Han finns representerad i böcker som "Grafiska Sällskapet 75 år", "320 grafiker" av Gunnel o Kjell Svärd, "Om Högtryck" av Kim Nicklasson.
Han har under åren gjort ett flertal skiv- och CD-omslag åt kompositören och musikern Lars Hollmer och grupper som Lars arbetat med som ”Samla Mammas Manna”, ”Fem söker en skatt”, ”Accordion Tribe” och ”Fanfare Pourpour”. En del av omslagsarbetena har han gjort med kollegan Tage Åsén, med vilken han även haft flera utställningar och andra konstprojekt med under årens lopp.
År 1990 blev han medbjuden till Ryssland av clownen Ruben för en välgörenhetsutställning. Detta utlöste ett fem års engagemang och arbete för utsatta barn på barnhem och sjukhus i före detta Sovjetunionen, ett arbete där han bland annat fick ett starkt stöd från sin ungdomsvän journalisten Malcolm Dixelius. I Ryssland samarbetade han bland annat med översättaren Tatsiana Dobronitskaja. Under denna period blev kameran ett viktigt verktyg, vilket ledde till fotoutställningar i Sverige och USA. Han gjorde även ett bildspel som han använder för att föreläsa om barnen i Ryssland. Fotografin har genom en nytändning i den digitala tekniken blivit en viktig del i Pelle Engmans skapande.
Pelle Engman har även arbetat med elever på S:t Mikaels-skolans gymnasium i Mora som valt estetiska programmet bild.